# Earias flava
Earias flava är en fjärilsart som beskrevs av Obraztsov 1950. Earias flava ingår i släktet Earias och familjen trågspinnare. Inga underarter finns listade i Catalogue of Life.